# Le Moine et la sorcière
Le Moine et la sorcière je francouzsko-švýcarský historický dramatický film z roku 1987, který režírovala Suzanne Schiffman podle vlastního scénáře. Film je inspirován spisy inkvizitora Štěpána Bourbonského (1180-1261). Snímek měl světovou premiéru na mezinárodním filmovém festivalu v Torontu dne 13. září 1987.

## Děj
Příběh se odehrává ve 13. století. Do francouzské vesnice přichází dominikánský mnich, který pátrá po kacířích. Vesničané ani místní kněz mu ale příliš nepomáhají. Navzdory tomu najde dominikán ideálního kacířského podezřelého v mladé ženě žijící na samotě v lese, jejíž znalost bylinářství a tradiční medicíny pomáhá vesničanům.

## Obsazení
| Tchéky Karyo      | mnich Étienne de Bourbon |
| Christine Boisson | Elda                     |
| Jean Carmet       | kněz                     |
| Raoul Billerey    | Siméon                   |
| Catherine Frot    | Cécile                   |
| Féodor Atkine     | hrabě de Villars         |
| Maria de Medeiros | Agnès                    |
| Gilette Barbier   | kostelnice               |
| Nicole Félix      | Madeleine                |
| Jean Dasté        | Christophe               |
| Mathieu Schiffman | Artaud                   |
| Michel Karyo      | mladý Étienne            |
| Joëlle Bernier    | žena v kostele           |

## Ocenění
- César: nominace v kategorii nejlepší filmový debut (Suzanne Schiffman)